# Sint-Carolus Borromeuskerk (Rauw)

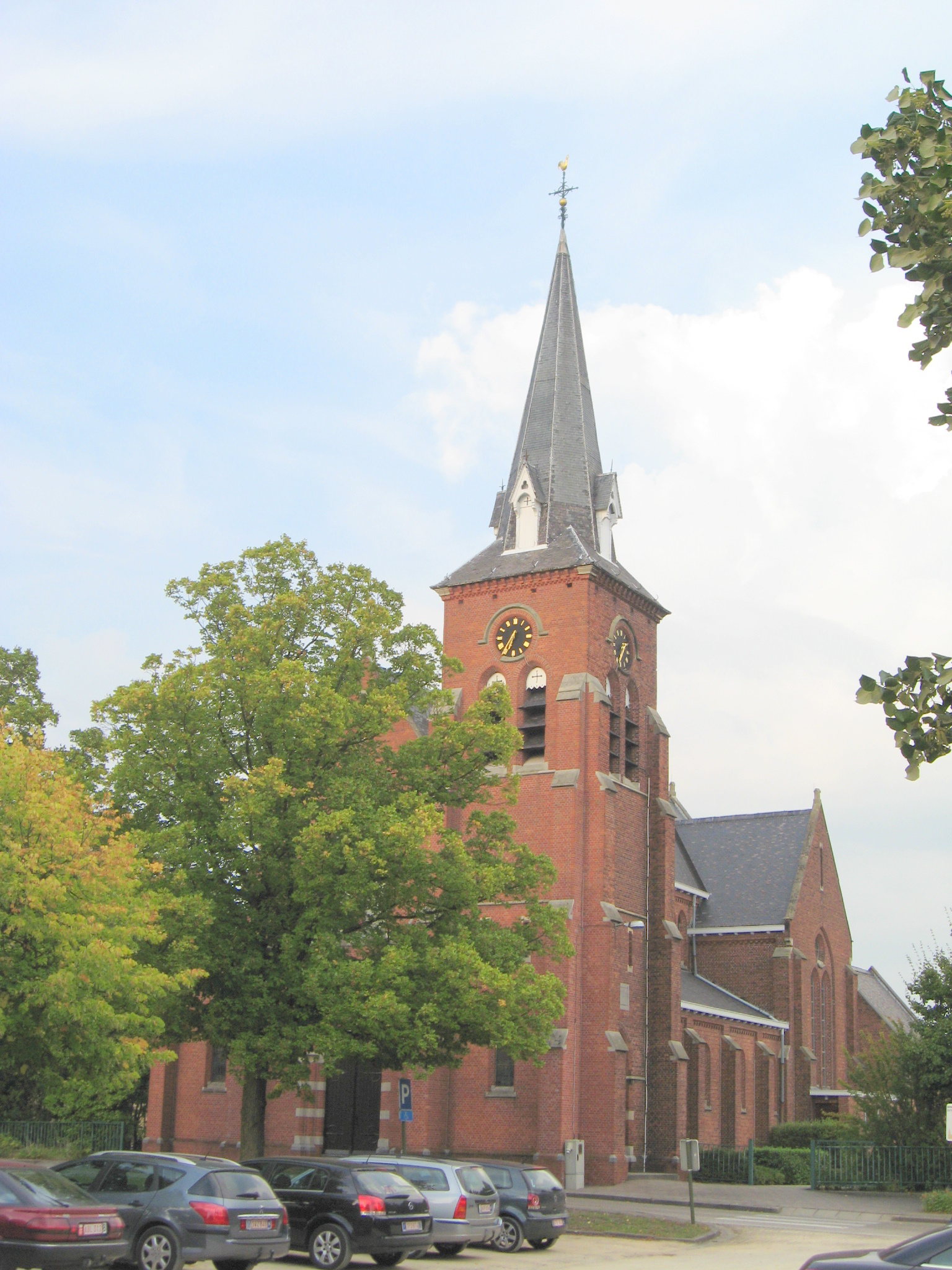
Sint-Carolus Borromeuskerk

De Sint-Carolus Borromeuskerk is de parochiekerk van de tot de Antwerpse gemeente Mol behorende plaats Rauw, gelegen aan Kerkplein 1A.

## Geschiedenis
Rauw ontwikkelde zich gedurende de 19e eeuw, en in 1889 werd Rauw een zelfstandige parochie. In 1881 was er al een school opgericht. Een kerk werd, evenals de school, ontworpen door Pieter Jozef Taeymans. In 1892 begon de bouw en in 1893 werd de kerk ingezegend.

## Gebouw
Het betreft een georiënteerde bakstenen kruisbasiliek in neogotische stijl. De vierkante toren van drie geledingen, gedekt door een ingesnoerde naaldspits, is rechts van de westgevel aangebouwd.
Het kerkmeubilair is voornamelijk neogotisch. Het orgel is van 1912 en werd vervaardigd door de firma Ruef.